# Roche Péréandre
 (avril 2019).
Si vous disposez d'ouvrages ou d'articles de référence ou si vous connaissez des sites web de qualité traitant du thème abordé ici, merci de compléter l'article en donnant les références utiles à sa vérifiabilité et en les liant à la section « Notes et références ».
La roche Péréandre est un rocher monolithique de 39 m de haut situé dans la vallée de la Cance, sur la commune de Roiffieux (Ardèche), à proximité de la commune de Vernosc-les-Annonay. Un dolmen néolithique se trouve au nord de la roche, à 100 m. Son entrée est orientée dans le sens de la roche, vers le sud. Il est accessible par un chemin, 175 m à l'ouest du parking.

## Géologie
Le rocher est composé de granite, roche commune dans l'Ardèche du nord et le Massif central. C'est un monolithe, c'est-à-dire qu'il est constitué d'un seul bloc. Son impressionnante taille en fait une curiosité de cette partie du département. Le site est classé depuis 1932 au patrimoine national.

## Accessibilité
Avec un véhicule motorisé, le site est accessible depuis la D371 qui contourne Annonay, puis par l'étroite D270 qui longe la Cance jusqu'à la vallée du Rhône. Un petit parking est situé à hauteur du rocher. La D270 est le seul passage menant au rocher, mais cette route peut aussi être atteinte via différents sentiers, dont plusieurs balisés en tant que chemins de randonnée. L'un d'eux relie le village de Quintenas au pont suspendu du Moulin sur Cance, qui est une curiosité architecturale de la vallée. Le GR de pays du bassin annonéen permet de rejoindre la D270 plus en aval de la Cance. Enfin, un sentier de petite randonnée permet de rejoindre la D270 en amont de la roche Péréandre.
Le site a été aménagé d'un promontoire et un espace de pique-nique.

## Légende locale et étymologie
Le mythe (qui daterait du XVIIIe siècle) veut qu'un pêcheur nommé André, persuadé de l'existence d'un trésor sous le rocher, plongea dans la Cance et découvrit un antre. Une soudaine montée des eaux l'y bloqua durant trois jours. Mais la grotte n'abritait aucun magot. De retour dans sa ville d'Annonay, le pêcheur eut la surprise d'interrompre la messe funèbre que sa famille lui avait dédiée, le pensant perdu à jamais. Il dévora alors avidement le copieux repas que lui servirent ses proches, tant et si bien qu'il mourut d'avoir trop mangé. Il peut y avoir confusion avec le dolmen situé immédiatement au nord de la roche, qui est aligné au soleil de midi, et qui est la seule grotte à proximité.
Le nom de roche Péréandre fut ainsi donné au rocher en souvenir de « la roche où périt André ».
Le nom pourrait également venir du grec petra andros signifiant « pierre de l'homme ».

## Activités
En 1930, les scouts d'Annonay installèrent une petite croix en métal au sommet, toujours visible.
De nombreuses voies d'escalade ont été aménagées pour les amateurs, allant de la difficulté 4C à 7C.